# Задонский, Александр Воинович
Александр Воинович Задонский  (1834—1912) — генерал-лейтенант русской императорской армии. Сын генерал-лейтенанта В. Д. Задонского.

## Биография
Из малороссийской шляхты. Родился 7 июля 1834 года в родовой усадьбе Великий Бурлук. На службу поступил 26 июня 1853 года из пажей корнетом в лейб-гвардейский кирасирский Её Величества полк. В 1854 году произведён в поручики. 13 июня того же года прикомандирован к кавалергардскому полку.
3 октября 1855 года переведён в этот же полк корнетом. В 1856 году произведён в поручики. В 1859 году штабс-ротмистры, а в 1861 году произведён в ротмистры. 19 мая того же года отправлен в Харьковскую губернию для принятия должности мирового посредника и 13 ноября того же года назначен в Волчанский уезд.
28 июня 1862 года назначен помощником полкового ремонтёра, а 31 декабря назначен полковым ремонтёром. В 1865 году произведён в полковники. 24 января 1872 года переведён в главное интендантское управление чиновником особых поручений, с зачислением по армейской кавалерии.
В 1874 году назначен начальником Виленского жандармского управления железных дорог и в том же году перемещён на ту же должность в Орёл. В 1884 году назначен начальником Варшавского губернского жандармского управления и произведён в генерал-майоры. В 1885 году перемещён в Курск.
В 1894 году отчислен от должности и 3 января 1895 года произведён в генерал-лейтенанты, с увольнением в отставку, с мундиром и пенсией.